# Иолго
Ио́лго — горный хребет в северной части Алтая. Длина около 90 км. Высшей точкой является гора Альбаган (2618 м). Преобладает среднегорный рельеф.

## Название
Название этимологизируется от южноалт. Јол — дорога, путь. нахождение в пути; алт. — го аффикс, детально-направительного падежа. Јолго - букв. на дорогу. Возможно древне-тюркский йоклы - дорожный, прохожий.

## Описание
Административно хребет находится на территории Республики Алтай в пределах четырёх районов: Чемальского, Онгудайского, Чойского и Майминского. Кроме Альбагана основными вершинами являются горы Белок Озёрный, Аккая (2385 м), Кара (2175 м), Карасу (2557 м) и Аксазкан (2286 м). На юге Иолго примыкает к Сумультинскому хребту. С востока к Иолго примыкают хребты Чемало-Кубинский водораздел и Мажиган.
Сложен известняками, песчаниками, сланцами нижнего палеозоя и туфогенными породами среднего палеозоя, прорванными гранитами. По восточным склонам произрастает елово-пихтово-кедровая тайга, на западных склонах — берёзово-сосново-лиственничные леса, а выше 1700 метров — субальпийские и альпийские луга, горная тундра и каменистые россыпи.